# Mesovelia stysi
Mesovelia stysi är en insektsart som beskrevs av J. Polhemus och D. Polhemus 2000. Mesovelia stysi ingår i släktet Mesovelia och familjen vattenspringare. Inga underarter finns listade i Catalogue of Life.